# Михальцевская роща
Михальцевская роща — ландшафтный памятник природы регионального значения, расположенный на берегу реки Вологды недалеко от впадения в нее реки Тошни на территории Вологодского района Вологодской области, рядом с посёлком Кувшиново. Природная ценность памятника заключается в сосново-еловой роще, живописности пейзажей и возможности регламентированной рекреационной нагрузки.

## История создания
Памятник природы заказник «Михальцевская роща» общей площадью 36 га был выделен в соответствии с Решением Вологодского областного совета народных депутатов от 05.07.1982 № 412 «Об отнесении природных объектов к государственным памятникам природы областного значения».
На основании Постановления правительства Вологодской области от 24.12.2007 № 1813 было утверждено положение о памятнике природы "Михальцевская роща" Вологодского муниципального района Вологодской области.

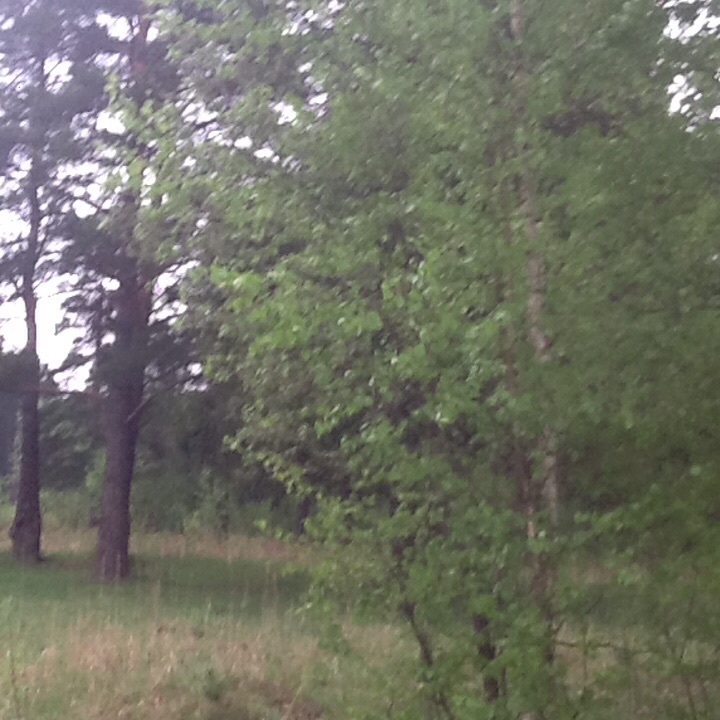
Растительность рощи

## Расположение и геология
Памятник природы разместился на землях сельскохозяйственного производственного кооператива "Племзавод Майский", в границах квартала 54 Пригородного участкового лесничества Вологодского государственного лесничества.
Памятник представляет сосново-еловую рощу расположенную в долине реки Вологда, в зеленой пригородной зоне областного центра. Вплотную примыкает к посёлку Кувшиново.  Состав урочища богат флорой, здесь зарегистрировано около 120 видов растений различных групп. Фауна рощи также многочисленна и разнообразна, что соответствует пригородным лесным сообществам.
В начале XX века в урочище, который на тот момент именовался Михальцевским сосняком, преобладали елово-сосновые насаждения зеленомошного типа. От того периода до наших дней дошли и сохранились только высокие сосны среди огородов и строений населённого пункта. Возраст древостоев колеблется от 30 до 70 лет, диаметр стволов на незначительной высоте доходит до 26-28 сантиметров. Кисличный тип леса преобладает: имеются кислица, грушанка, хвощ; хотя некогда было много брусничника. Произрастает реликтовый вид из мхов – буксбаумия безлистная (Buxbaumia aphylla).
На территории памятника наблюдается засорённость твёрдыми бытовыми отходами. Много мест бывших кострищ и стоянок туристов. Почвенный покров нарушен незначительно. На территории рощи развита дорожно-тропиночная сеть, которая охватывает живописные маршруты. Место привлекает любителей отдыха на природе

## Охрана
Задачей выделения памятника природы является сохранение биологических сообществ местных сосняков, охрана растений, а также создание условий для организованного туризма и рекреации.
Охрану памятника осуществляет департамент природных ресурсов и охраны окружающей среды Вологодской области.

## Документы
- Решение Вологодского областного совета народных депутатов от 05.07.1982 № 412 «Об отнесении природных объектов к государственным памятникам природы областного значения».
- Постановления правительства Вологодской области от 24.12.2007 № 1813 «ОБ УТВЕРЖДЕНИИ ПОЛОЖЕНИЯ О ПАМЯТНИКЕ ПРИРОДЫ "МИХАЛЬЦЕВСКАЯ РОЩА" ВОЛОГОДСКОГО МУНИЦИПАЛЬНОГО РАЙОНА ВОЛОГОДСКОЙ ОБЛАСТИ».